# Jim Cregan
Jim Cregan est un guitariste et bassiste de rock britannique né le 9 mars 1946 à Yeovil, Somerset (Angleterre).

## Biographie
Jim Cregan participe aux groupes Stud, Family, Steve Harley and Cockney Rebel puis à celui de Rod Stewart (1977 - 1995). Bien que Family, Cockney Rebel et Rod Stewart constituent ses plus célèbres associations, Cregan a joué avec de multiples groupes et musiciens.

### Les débuts
En 1967 Cregan s'associe avec le futur Traffic Dave Mason au sein du Julian Covay and the Machine. Peu de temps après, Cregan rejoint le groupe Blossom Toes. Alors que leur premier album We Are Ever So Clean est considéré comme un disque flower-power, le second If Only For a Moment verse dans le heavy metal. Cregan chante sur de nombreux titres et joue de la guitare, souvent les deux à la fois.
Après avoir travaillé en 1971 sur l'album éponyme de Julie Driscoll, Cregan rejoint Stud. Le groupe débute sous la forme d'un trio avec Cregan associé au bassiste et au batteur de Taste (groupe de Rory Gallagher). Ils sont rapidement rejoints par le bassiste de Family John Weider. Stud est dissous après deux albums.

### Family et Linda Lewis
Cregan rejoint Family en septembre 1972, remplaçant John Wetton à la basse. Cregan n'avait jamais joué de cet instrument, mais il s'y adapte rapidement ; Il n'en rejouera jamais après la dissolution de Family. Après l’arrivée de Cregan, Family tourne en Amérique du Nord avec Elton John (1972). En 1973, Family enregistre deux simples puis un album It's Only A Movie qui sera leur dernier. Les leaders de Family Roger Chapman et John "Charlie" Whitney quittent le groupe. Après une dernière tournée au Royaume-Uni, c’est la fin de Family.
Cregan avait déjà lancé plusieurs projets avant que Family ne soit dissous. Il travaille avec la chanteuse de soul Linda Lewis, avec qui il se mariera, apparaissant sur quatre de ses albums dont Not A Little Girl Anymore (1975).

### Steve Harley and Cockney Rebel
Les membres du groupe de glam rock Steve Harley and Cockney Rebel démissionnent, obligeant Harley à former un nouveau Cockney Rebel. Cregan est recruté comme guitariste. Ironiquement, après avoir essuyé une tempête qui aurait pu être fatale pour sa carrière, Harley et le nouveau Cockney Rebel enregistrent le simple qui deviendra leur plus grand succès. Make Me Smile (Come Up and See Me), enregistrée dans les studios d’Abbey Road, atteint les sommets du hit-parade britannique en 1975.

### Rod Stewart
Cregan quitte rapidement Harley en 1977, et rejoint le groupe de Rod Stewart, devenant son "bras droit".
Cregan coécrit plusieurs succès de Stewart dans les années 1970 et 80, dont Passion ou Tonight I'm Yours qui lui valent un prix attribué par la "American Society of Composers, Authors and Publishers" (ASCAP). La critique reproche alors à Stewart un son trop à la mode. La propre réputation de Cregan est mise en cause quand Stewart sort son simple Forever Young en 1988. La chanson présente des similitudes mélodiques et dans le texte avec une chanson du même nom de Bob Dylan datant de 1974. Cregan est impliqué dans une affaire de plagiat. Aucune poursuite ne sera dirigée contre son leader, et apparemment il n'y avait pas de similitudes suffisantes entre les deux chansons. l'ASCAP ne donne donc pas suite, et attribue même un troisième trophée à Cregan pour sa contribution.

### Les années récentes
Cregan reste avec Rod Stewart jusqu'en 1995 puis s'en va après dix huit ans de collaboration. Il forme Farm Dogs avec le parolier d'Elton John Bernie Taupin. Ils sortent deux albums.
Cregan rejoint alors la formation qui accompagne Katie Melua, et est crédité sur son album Piece by Piece.
Cregan épouse la figure de la mode de Hollywood Jane Booke. Ils vivent avec leur fille à Los Angeles depuis des années, bien qu'en janvier 2004 Cregan passe beaucoup de temps à Londres participant à l'émission de la BBC 2 de Steve Harley.

## Discographie
Blossom Toes
- 1967 We Are Ever So Clean
- 1969 If Only For a Moment

Julie Driscoll
- 1971 Julie Driscoll

Shawn Phillips
- 1971 Second Contribution

Stud
- 1972 September
- 1973 Goodbye Live at Command

Family
- 1973 It's Only a Movie

Linda Lewis
- 1972 Lark
- 1973 Fathoms Deep
- 1975 Not a Little Girl Anymore
- 1977 Woman Overboard

Streetwalkers
- 1974 Chapman/Whitney - Streetwalkers

Murray Head
- 1976 Say It Ain't So

Steve Harley and Cockney Rebel
- 1975 Make Me Smile (Come Up and See Me)
- 1976 Timeless Flight
- 1976 Love Is a Prima Donna
- 1976 Closer Work
- 1977 Face to Face
- 1978 Hobo with a Grin

Rod Stewart
- 1977 Foot Loose & Fancy Free
- 1978 Blondes Have More Fun
- 1980 Foolish Behaviour
- 1980 Hot Rods
- 1981 Tonight I'm Yours
- 1983 Body Wishes
- 1984 Camouflage
- 1986 Every Beat of My Heart
- 1986 Rod Stewart
- 1988 Out of Order (aussi producteur)
- 1989 Storyteller: The Complete Anthology, 1964-1990
- 1991 Vagabond Heart
- 1993 Unplugged... and Seated
- 1995 Spanner in the Works

Bruce Roberts
- 1978 Bruce Roberts

Mike Batt
- 1979 Tarot Suite
- 1980 Waves

Rita Coolidge
- 1992 Love Lessons

Glass Tiger
- 1993 Air Time: The Best of Glass Tiger (producteur)

Various artists
- 1994 Tribute to Curtis Mayfield (avec Rod Stewart)

Farm Dogs
- 1996 Last Stand in Open Country
- 1998 Immigrant Sons

Katie Melua
- Closest Thing to Crazy

## Référence
- (en) Cet article est partiellement ou en totalité issu de l’article de Wikipédia en anglais intitulé « Jim Cregan » (voir la liste des auteurs).